# Michael Snaer
Michael Snaer (Moreno Valley, 21 giugno 1990) è un ex cestista statunitense.

## Carriera
Dopo quattro stagioni alla Florida State University, è stato ingaggiato in Serie A dalla Enel Brindisi.

## Palmarès
- McDonald's All-American (2009)